# Stiphrometasia sancta
Stiphrometasia sancta là một loài bướm đêm trong họ Crambidae.